# 8416 Okada
8416 Okada este un asteroid din centura principală de asteroizi.

## Descriere
8416 Okada este un asteroid din centura principală de asteroizi. A fost descoperit pe 3 noiembrie 1996 la Kushiro de Seiji Ueda și Hiroshi Kaneda. Asteroidul prezintă o orbită caracterizată de o semiaxă mare de 2,15 ua, o excentricitate de 0,20 și o înclinație de 3,3° în raport cu ecliptica.